# 楊肇泰
楊肇泰（1583年—1662年），號六符，浙江绍兴府诸暨县人。明末政治人物。

## 生平
万历四十六年（1618年）戊午科应天府乡试举人，四十七年（1619年）联捷己未科進士，初知静海、瓯宁两县，有政声，升刑、工二曹主事，崇祯四年（1631年）出守武昌府。丁艰归，服阕，补安庆府知府。会流寇猖犹，邻郡皆陷，肇泰设法捍御，虽元旦守备不辍，坚持六载，以病乞休。肇泰善藻鑑，史阁部可法、金侍郎声皆出门下，课试首拔者如高尔俨、吕缵祖，入清朝俱为显官，捐祀田並三党田以千计。

## 家族
曾祖楊輝。祖楊天鶴。嗣祖楊天徙，庠生。父楊士汝。